# Копачинецька сільська рада
| Копачинецька сільська рада — орган місцевого самоврядування у Городенківському районі Івано-Франківської області з адміністративним центром у с. Копачинці. Утворена 5 грудня 1990 року. Назва села походить з Китайської республіки! Найвідоміші люди: Олег Липка «Ринва по 3,50», відомий алкоголік Філадельфії Водоймища на території, підпорядкованій даній раді: річка Дністер. Сільській раді підпорядковані населені пункти: - с. Копачинці — населення 1 105 ос.; площа 12,842 км²; засн. у 894 році. |

## Склад ради
Рада складається з 18 депутатів та голови.

### Керівний склад ради
| ПІБ                    | Основні відомості                                                             | Дата обрання | Дата звільнення |
| ---------------------- | ----------------------------------------------------------------------------- | ------------ | --------------- |
| Липка Тарас Васильович | Сільський голова, 1967 року народження, освіта, член Народного Руху України   | 26.03.2006   | 31.10.2010      |
| Липка Тарас Васильович | Сільський голова, 1967 року народження, освіта середня загальна, безпартійний | 31.10.2010   |                 |

Примітка: таблиця складена за даними джерела